# Xanthodesma aurata
Xanthodesma aurata là một loài bướm đêm trong họ Noctuidae.